# Gerdi Verbeet
Gerardina Alida (Gerdi) Verbeet (ur. 18 kwietnia 1951 w Amsterdamie) – holenderska polityk i nauczycielka, w latach 2006–2012 przewodnicząca Tweede Kamer.

## Życiorys
Podjęła nieukończone studia z geografii społecznej, później kształciła się w zakresie filologii niderlandzkiej. Pracowała jako nauczycielka, a także koordynatorka projektów w centrach szkoleniowych. W 1975 wstąpiła do Partii Pracy. W latach 1994–1998 była doradcą politycznym sekretarza stanu w resorcie edukacji, kultury i nauki, a następnie do 2001 doradcą politycznym przewodniczącego frakcji poselskiej PvdA.
W 2001 objęła wakujący mandat deputowanej do Tweede Kamer. W wyborach w 2002 nie uzyskała reelekcji, jeszcze w tym samym roku zasiadła jednak ponownie w niższej izbie Stanów Generalnych w miejsce Eveline Herfkens. W wyborach w 2003, 2006 i 2010 z powodzeniem ubiegała się o reelekcję. W kadencjach 2006–2010 i 2010–2012 sprawowała urząd przewodniczącej Tweede Kamer.
W 2012 nie ubiegała się o reelekcję i wycofała z bieżącej polityki. W 2013 została przewodniczącą reprezentującej interesy pacjentów organizacji Nederlandse Patiënten Consumenten Federatie.
Odznaczona Kawalerią Orderu Oranje-Nassau.